# Time Commanders
Time Commanders is een Engelse televisieserie gemaakt door Lion TV voor BBC Two. Van deze serie zijn twee seizoenen gemaakt die van 2003 tot 2005 liepen. De serie werd eerst gepresenteerd door Eddie Mair, en in het tweede seizoen nam Richard Hammond de presentatie waar. In deze serie werden historische veldslagen nagespeeld met een aangepaste versie van het spel Rome: Total War van Creative Assembly. De teams van vier personen die de slagen naspeelden hadden geen ervaring met computergames om te voorkomen dat dit een effect zou hebben op de uitslag. Na een korte introductie over het gevecht worden de teams opgedeeld in twee generaals en twee luitenants. De generaals bepalen de algemene strategie, de luitenants besturen de helft van het leger. In elke aflevering komen twee historische experts voor die de spelers wat tactische informatie geven en hun tactieken van commentaar voorzien. Een van deze experts was meestal dr. Aryeh Nusbacher, de andere experts waren Mike Loades (in de eerste afleveringen), Saul David, Mark Urban of dr. Adrian Goldsworthy.

## Seizoen 1
| Nr. | Aflevering                        | Datum van uitzending |
| --- | --------------------------------- | -------------------- |
| 1   | Slag bij de Trebia                | 4 september 2003     |
| 2   | Veldslag Boudicca versus Paulinus | 11 september 2003    |
| 3   | Slag bij Bibracte                 | 18 september 2003    |
| 4   | Slag bij Mons Graupius            | 25 september 2003    |
| 5   | Slag bij Tigranocerta             | 2 oktober 2003       |
| 6   | Slag bij Pharsalus                | 9 oktober 2003       |
| 7   | Slag bij Cannae                   | 16 oktober 2003      |
| 8   | Slag bij Raphia                   | 23 oktober 2003      |
| 9   | Slag bij Qadesh                   | 30 oktober 2003      |
| 10  | Slag bij Leuctra                  | 6 november 2003      |
| 11  | Slag bij Adrianopolis             | 13 november 2003     |
| 12  | Slag bij Telamon                  | 20 november 2003     |
| 13  | Slag bij Gaugamela                | 8 december 2003      |
| 14  | Slag op de Catalaunische Velden   | 15 december 2003     |
| 15  | Slag bij Marathon                 | 22 december 2003     |
| 16  | Slag bij de Silarus               | 29 december 2003     |

## Seizoen 2
| Nr. | Aflevering                   | Datum van uitzending |
| --- | ---------------------------- | -------------------- |
| 1   | Slag in het Teutoburger Woud | 16 januari 2005      |
| 2   | Slag bij Stamford Bridge     | 23 januari 2005      |
| 3   | Slag bij de Hydaspes         | 30 januari 2005      |
| 4   | Slag bij Cynoscephalae       | 6 februari 2005      |
| 5   | Slag bij Dara                | 13 februari 2005     |
| 6   | Slag om Troje                | 20 februari 2005     |
| 7   | Slag bij Hastings            | 27 februari 2005     |
| 8   | Slag bij Sarmisegetusa       | 13 maart 2005        |